# Петрушка кучерява
Петру́шка кучеря́ва, петрушка городня (Petroselinum crispum) — вид рослин з роду петрушка.

## Опис
У перший рік утворює розетку листків і білий веретеноподібний корінь, на другий — прямовисне, круглясте, вздовж ребристе, від середини розгалужене (гілки супротивні або кільчасті) стебло 30-100 см заввишки. Листки трикутні, темно-зелені; прикореневі й нижні стеблові — довгочерешкові, двічі або тричіперисторозсічені, з оберненояйцеподібними, при основі клиноподібними, тричінадрізаними або глибокозубчастими листочками (зубці тупуваті, з дрібним білуватим вістрям); верхні — трироздільні, з ланцетно-лінійними частками. Квітки дрібні, правильні, двостатеві, 5-пелюсткові, зібрані в складні зонтики; пелюстки округлі, при основі серцеподібні, виїмчасті, у виїмці — із загнутою всередину часточкою, жовтувато-зелені або білуваті, часто з червонуватим відтінком. Плід — вислоплідник, що розпадається на два випуклих мерикарпії, неправильно-яйцеподібної форми, з витягненим носиком на верхівці й п'ятьма реберцями, два з яких світліші, розміщені по краях. Цвіте у червні-липні, плодоносить у липні-серпні.

## Поширення
Батьківщина петрушки — країни Середземномор'я, іноді зустрічається в Південній Європі. Культурні форми широко вирощують в Європі, Азії, Америці та Австралії.

## Практичне використання
Кучерява петрушка у свіжому і засушеному вигляді є важливим кулінарним продуктом як спеція. 
Петрушка має сечогінну дію, сприяє виведенню солей з організму; вона зменшує потовиділення, показана при захворюваннях нирок і печінки, атеросклерозі. Деякі дослідження показали, що свіжий сік петрушки сприяє нормалізації функцій кори надниркових залоз і щитоподібної залози, зміцненню капілярів тощо.